# Kakariki
De kakariki is een parkiet uit Nieuw-Zeeland. Het is eigenlijk een verzamelnaam voor drie soorten parkieten uit het geslacht Cyanoramphus, die voorkomen op Nieuw-Zeeland. De naam komt uit het Maori en betekent kleine groene papegaai.

## Soorten
- Roodvoorhoofdkakariki (Cyanoramphus novaezelandiae)
  - Chatham roodvoorhoofdkakariki (Cyanoramphus novaezelandiae chathamensis)
  - Kermadec roodvoorhoofdkakariki (Cyanoramphus novaezelandiae cyanurus)
  - Lord Howe roodvoorhoofdkakariki (Cyanoramphus novaezelandiae subflavens)
- Geelvoorhoofdkakariki (Cyanoramphus auriceps)
- Bruine kakariki (Cyanoramphus ulietanus)
- Oranjevoorhoofdkakariki (Cyanoramphus malherbi)
- Norfolkkakariki (Cyanoramphus cookii)
- Nieuw-Caledonische Kakariki (Cyanoramphus saisseti)
- Chathamkakariki of Forbes parkiet (Cyanoramphus forbesi)

Alleen de roodvoorhoofdkakariki en geelvoorhoofdkakariki zijn bij ons in de avicultuur te vinden.
Een gevolg hiervan is dat er nog weinig zuivere kakariki's in omloop zijn wegens het kruisen van beide soorten.

## Verspreiding
Kakariki's zijn endemisch (komen enkel voor) op Nieuw-Zeeland. In het wild zijn ze kwetsbaar door het verlies van habitat (bos en hoog struikgewas) en door de vernietiging van nesten door ingevoerde zoogdieren (ratten bijvoorbeeld).
Op de grootste eilanden van Nieuw-Zeeland (het Noorder- en Zuidereiland) komt de kakariki maar weinig meer voor, maar op de kleinere eilanden (waar dus minder menselijke activiteit is en ook minder uitheemse zoogdiersoorten zijn), heeft de soort redelijk goed stand kunnen houden.
De vogel kweekt makkelijk in gevangenschap en ondertussen zijn al een aantal weer uitgezet op roofdiervrije eilanden (bijvoorbeeld op Kapiti, een eiland op 8 kilometer van het Noordereiland en van waaruit waarschijnlijk enkele exemplaren overgevlogen zijn).

## Kenmerken
De man meet 28 cm, de pop 26 cm.
Kakariki's kunnen zeker 16 jaar oud worden in gevangenschap. Ze vormen paartjes die hun leven lang bij elkaar blijven.
Kakariki's beginnen al met broeden als ze 3..4 maanden oud zijn. Tot hun 12de jaar blijven ze broeden.

## Broedgelegenheid
Deze vogels zijn niet bepaald kieskeurig wat betreft hun nestkast, maar de mannetjes kunnen wel hun nest verdedigen tegen indringers (andere soorten). De meest gangbare maat ligt rond 30 x 15 x 30 cm met een invlieggat van 6 cm. Op de bodem brengt men wat grofzaagsel en rothout aan.
Voor de rest zijn deze vogels zeer verdraagzaam ten opzichte van andere parkieten, zodat deze goed samen zijn te houden in een volière.

## Broeden
Kakariki's broeden het hele jaar door en produceren vier legsels als ze de kans krijgen. Twee legsels in gevangenschap is echter beter om het vrouwtje niet te veel uit te putten. De legsels bestaan meestal uit 5 tot 9 eieren (soms zelfs 12). De broedtijd bedraagt 18 tot 21 dagen (soms 25). Alleen het vrouwtje broedt.
Een vrouwtje begint soms al met een tweede leg in een tweede nestkast als de kuikens van de eerste leg nog maar 3 weken oud zijn en nog niet zijn uitgevlogen.
Na een week hebben de kuikens wit dons op de kop en na 10 tot 14 dagen openen ze de ogen. Na vier weken zijn de kuikens compleet bevederd en na vijf weken vliegen ze uit. Na acht weken zijn ze volledig zelfstandig.

## Voeding
De voeding levert door de nieuwsgierige aard van de vogel geen probleem op; elke nieuwigheid wordt vrijwel onmiddellijk aan een grondig onderzoek onderworpen. Ze krabben met hun poten alles door elkaar en overal heen zoals de kippen.
De voeding zelf bestaat uit een zaadmengsel voor grote parkieten, aangevuld met eivoeder, vrij veel fruit en groenvoer, twijgen van bomen, sepiagrit en geregeld vers water, daar ze dikwijls zelfs meermalen per dag baden.